# 塩田ノア
塩田 ノア（しおだ ノア、 1955年 - ）は、日本の料理研究家。

## 来歴
1955年、作家・評論家の父、塩田丸男と料理研究家の母、塩田ミチルの一人娘として東京都に生まれる。
結婚後に料理を覚えた母・ミチルとは違い幼少時から料理を始め、小学校高学年の頃には既にかなりの腕前だった。慶応義塾大学経済学部卒業、銀行に10年間勤務。24歳の時に結婚したが、29歳で離婚、3年後に銀行も退職した。退行後はしばらく母ミチルのアシスタントを務めた。1993年にイタリアに留学、まず語学学校のあるトスカーナ州シエーナに住み、イタリア語に磨きをかけながら料理を習った。その後エミリア＝ロマーニャ州ボローニャに下宿し、同地を中心に主に家庭料理を習い、料理教室にも通った。
1995年に帰国後、料理研究家として活動を開始、ほぼ同時期に現在の夫と再婚する。雑誌の連載や書籍の執筆などの活動のほか、NHKのきょうの料理にも講師として数十回出演。池袋の東武カルチャースクールの講師も務めた。また企業サイトでの連載も体験した。
2004年から夫の転勤により、パリに移住。2012年から、同地で相手の家に出向く「訪問料理教室」を開催している。

## 主な著書
- 『塩田ノアの香り野菜を使ったレシピ』グラフ社 1997年12月 ISBN 978-4-76-620459-9
- 『手打ちパスタと手作りイタリアパン : これが本格の味です』グラフ社 1998年3月 ISBN 978-4-76-620470-4
- 『ビネガークッキング』雄鶏社 1998年4月 ISBN 978-4-27-763025-2
- 『ティラミス&パンナコッタ : マンマの味のイタリア菓子26レシピ』世界文化社 1998年7月 ISBN 978-4-41-898308-7
- 『ワインの知識と相性のよい料理』（ワイン監修: 小谷幹）グラフ社 1998年11月 ISBN 978-4-76-620505-3
- 『トマトクッキング』雄鶏社 1998年12月 ISBN 978-4-27-763029-0
- 『パスタ麺ピッツァレシピ150品』グラフ社 2000年1月 ISBN 978-4-76-620557-2
- 『旬ごはん : 新鮮、おいしい、シンプル』講談社 2002年9月 ISBN 978-4-06-271543-0
- 『なんておいしいの!イタリアン・スローレシピ : マンマの味、みつけた』講談社 2004年1月 ISBN 978-4-06-274136-1
- 『季節のもてなし、家ごはん。 : 塩田ノアさんのお料理スタジオから 』SSコミュニケーションズ 2004年4月 ISBN 978-4-82-754149-6
- 『わが家で本場仕込みのイタリアン : 塩田ノアのDVD料理教室』講談社 2005年4月 ISBN 978-4-06-271635-2
- 『ワインと一緒においしい料理』グラフ社 2006年2月 ISBN 978-4-76-620951-8 （上記『ワインの知識と相性のよい料理』の再編集）
- 『パリをおいしく食べる法』集英社 2007年7月 ISBN 978-4-08-650138-5
- 『これさえできれば!きほんの料理帖 : 和食洋食中華イタリアン』（渡辺あきこ、藤野嘉子、小田真規子と共著）講談社 2013年9月 ISBN 978-4-06-299596-2
- 『フランスで大人気の時短レシピ 一皿で大満足 のっけパスタ』講談社 2017年4月 ISBN 978-4-06-299694-5